# عبد الله السلامي
عبد الله السلامي (مواليد 10 يناير 1991) هو لاعب كرة قدم سعودي لعب سابقاً في نادي حطين.